# Zündfolge
Die Zündfolge ist die Reihenfolge der Zündvorgänge der einzelnen Zylinder eines Verbrennungsmotors. Sie ist konstruktiv durch die Bauart des Motors und der Kurbelwellenform festgelegt. Die Anforderungen an die Zündfolge sind gleich lange Zeitintervalle zwischen den einzelnen Zündungen sowie eine einfach herzustellende und minimal beanspruchte Kurbelwelle. Definitionsgemäß beginnt die Zündfolge mit dem ersten Zylinder. Die Anzahl der Zündstellen entspricht der Zylinderanzahl des Motors.
Die Zündfolge ist in den technischen Daten der Handbücher, oftmals auch durch eingegossene Zahlen am Motor oder einen Aufkleber im Motorraum angegeben. Bei älteren Ottomotoren kann sie auch durch die Anordnung der Zündkerzenkabel auf der Zündverteilerkappe bestimmt werden.

## Drehrichtung und Zählrichtung
Für Kraftfahrzeuge werden diese beiden Begriffe in der DIN 73021 festgelegt. Hiernach ist der Zylinder „gegenüber der Kraftabgabeseite/Kupplung der erste Zylinder“. Bei Boxermotoren und V-Motoren wird zuerst die linke und dann die rechte Zylinderbank durchgezählt (Beispiel Sechszylinder-V-Heckmotor längs eingebaut, kraftabgebende Seite Richtung Fahrzeugfront: links hinten ist Zylinder 1, mittig 2, vorne 3 – rechts hinten Zylinder 4, mittig 5, vorne 6). Die Zündfolge ist: 1-6-2-4-3-5.
Rechtslauf: Drehrichtung in Uhrzeigerrichtung. Blickrichtung: auf die der Kraftabgabe gegenüberliegende Seite.
Linkslauf: Drehrichtung entgegen der Uhrzeigerrichtung. Blickrichtung auf die der Kraftabgabe gegenüberliegende Seite.
Es gibt Abweichungen von dieser Norm: Zum Beispiel beginnt bei den Vierzylinder-Boxermotoren des Porsche 356 und VW Käfer/Transporter die Zählung „an der kraftabgebenden Seite in der rechten Zylinderreihe“ (das heißt rechts vorn der 1. Zylinder, rechts hinten Nr. 2, links vorn Nr. 3 und links hinten Nr. 4). Zündfolge: 1-4-3-2
Bei der PSA-Gruppe (Peugeot, Citroën, DS etc.) beginnt die Zylindernummerierung an der kraftabgebenden Seite. Speziell bei US-V8 Motoren sind viele verschiedene Nummerierungen verwendet worden.

## Anleitung zur Feststellung der Zündfolge
In Fällen, in denen es keine richtig gesteckten Kabel gibt und keine Unterlagen vorhanden sind, kann bei Zweitaktmotoren die Zündfolge durch Feststellung der Reihenfolge der oberen Totpunkte erkannt werden, bei Viertaktmotoren muss wegen des zweimaligen Durchlaufes der Kurbelwelle pro Viertaktprozess zusätzlich die Reihenfolge, in der die einzelnen Zylinder komprimieren, festgestellt werden (dazu werden im einfachsten Fall die Zündkerzen entfernt, der Motor richtigherum gedreht und mit einem Finger der Druck im Verdichttakt festgestellt).

## Typische Zündfolgen

### Reihenmotor
- Dreizylinder:  1-3-2 oder 1-2-3 Subaru Diesel
- Vierzylinder:  1-3-4-2 oder 1-2-4-3
- Fünfzylinder:  1-2-4-5-3 oder 1-3-5-4-2 oder 1-4-5-3-2
- Sechszylinder: 1-5-3-6-2-4 oder 1-2-4-6-5-3 oder 1-4-2-6-3-5 oder 1-4-5-6-3-2
- Achtzylinder:   1-3-6-8-4-2-7-5 oder 1-4-7-3-8-5-2-6 oder 1-3-2-5-8-6-7-4 oder 1-6-2-5-8-3-7-4

weitere Varianten:
- R4-Motoren mit Crossplane-Kurbelwelle: 1-3-2-4 (Yamaha CP4, z. B. YZF-R1 ab 2009)[3]

### V-Motor
- Vierzylinder:  1-3-2-4
- Sechszylinder: 1-2-5-6-4-3 oder 1-4-5-6-2-3 oder 1-4-3-6-2-5 oder 1-2-3-4-5-6 (Mitsubishi 6G7 Motor) oder 1-4-2-5-3-6 (Ford Köln V6, Ford Essex V6)

Beim Achtzylinder ist die Besonderheit, dass häufig asymmetrische Zündfolgen verwendet werden, bei denen die beiden Motorbänke nicht abwechselnd gezündet werden.
- Achtzylinder asymmetrisch:  1-5-4-8-6-3-7-2, 1-8-7-2-6-5-4-3, 1-5-6-3-4-2-7-8 Cadillac, 1-2-7-3-4-5-6-8 Cadillac, 1-8-4-3-6-5-7-2 GM, Chrysler, 1-3-7-2-6-5-4-8 Porsche 928, 1-5-4-8-6-3-7-2 Ford, 1-5-4-2-6-3-7-8 Ford, 1-5-4-8-7-2-6-3 BMW S65, 1-8-7-3-6-5-4-2 Nissan Armada, 1-3-6-8-4-2-7-5 Alfa Romeo 8C, 1-2-7-8-4-5-6-3 Holden
- Achtzylinder symmetrisch: 1-6-3-5-4-7-2-8, 1-8-3-6-4-5-2-7, 1-5-4-8-3-7-2-6 „Voodoo“ V8, 1-5-3-7-4-8-2-6 Ferrari
- Zehnzylinder:  1-6-5-10-2-7-3-8-4-9
- Zwölfzylinder:  1-12-4-9-2-11-6-7-3-10-5-8

weitere Varianten:
- Sechszylinder-VR-Motoren: 1-3-5-6-2-4 (VR6-Motoren der VAG haben diese Zündfolge nicht)
- V6-Motoren: 1-6-2-4-3-5 oder 1-4-3-6-2-5 (Einige Audi- und VW-Motoren) oder 1-4-2-5-3-6 (Mercedes-Benz)
- V6-Motoren mit Zylinderbankwinkel 90°: 1-6-3-5-2-4 (PRV-Motor)
- V8-Motoren mit 180° Kurbelwelle: 1-8-2-7-4-5-3-6 oder 1-8-3-6-4-5-2-7
- V12-Motoren von BMW: 1-7-5-11-3-9-6-12-2-8-4-10
- V12-Motoren im Lamborghini Murciélago/Reventón: 1-7-4-10-2-8-6-12-3-9-5-11
- V12-Motor im Lamborghini Aventador: 1-12-4-9-2-11-6-7-3-10-5-8

### Boxermotor
- Vierzylinder:  1-4-3-2 oder 1-2-3-4
- Sechszylinder: 1-6-2-4-3-5
- Achtzylinder:  1-7-6-4-5-3-2-8 oder 1-6-4-7-5-2-8-3, 180°-V-Motor: 1-4-3-2-5-8-7-6 (180° V)

### W-Motor
- Sechzehnzylinder des Bugatti Veyron: 1-14-9-4-7-12-15-6-13-8-3-16-11-2-5-10
- Audi A8 W12 Motor: 1-12-5-8-3-10-6-7-2-11-4-9

### Sternmotor
- Fünfzylinder-Viertakt: 1-3-5-2-4
- Siebenzylinder-Viertakt: 1-3-5-7-2-4-6
- Neunzylinder-Viertakt: 1-3-5-7-9-2-4-6-8
- 18-Zylinder-Viertakt (zweireihig), z. B. P&W R2800: 1-12-5-16-9-2-13-6-17-10-3-14-7-18-11-4-15-8 (Zylindernummerierung reihum, abwechselnd hintere und vordere Zylinder zählend)[4]